# Wegkapelle Neumarkt an der Raab

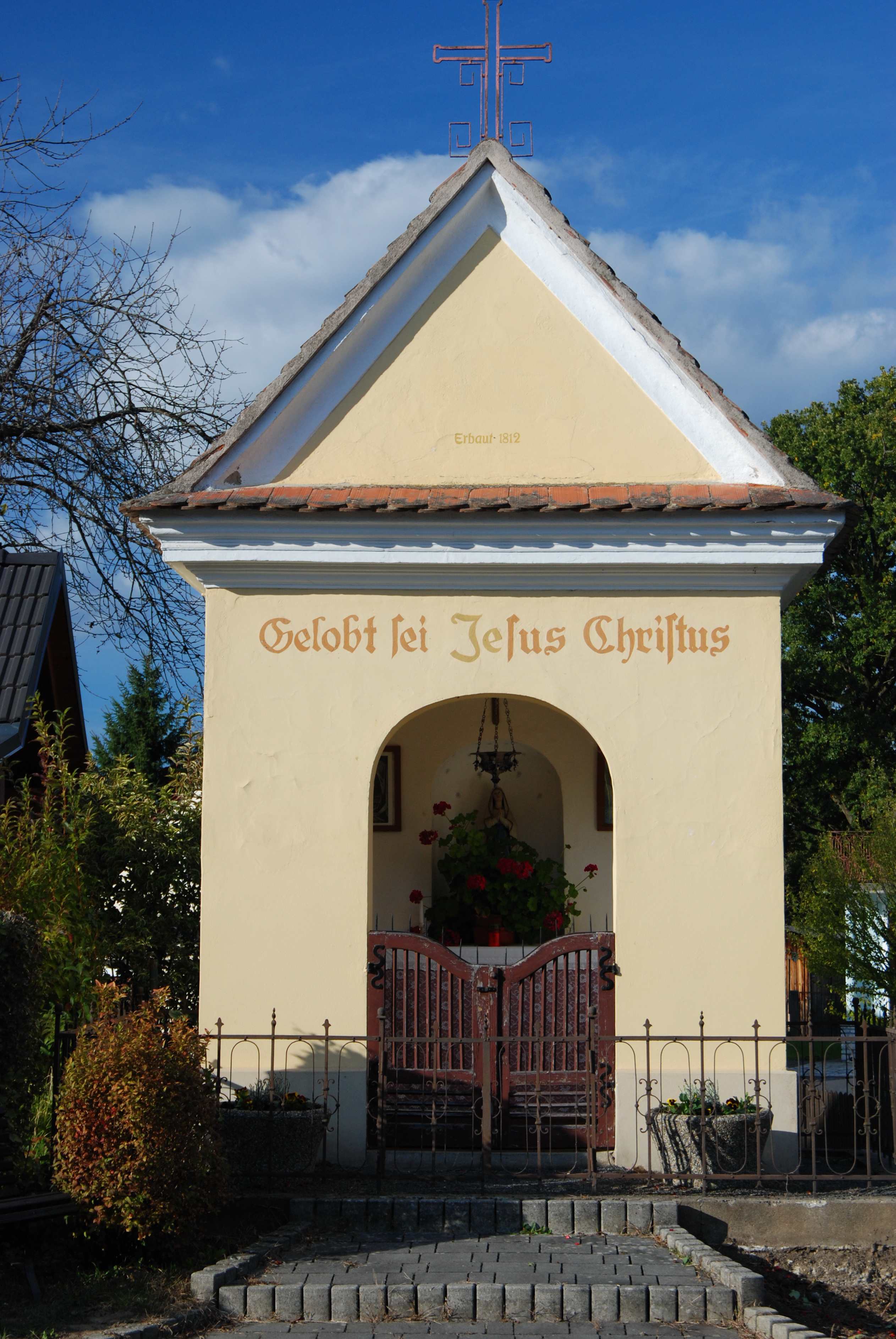
Wegkapelle in Neumarkt an der Raab

Die Wegkapelle steht an der Durchfahrtsstraße bei der Zufahrt Kapellenzipf im Ort Neumarkt an der Raab in der Marktgemeinde Sankt Martin an der Raab im Bezirk Jennersdorf im Burgenland. Die Kapelle steht unter Denkmalschutz (Listeneintrag).

## Geschichte
Die Kapelle wurde 1812 erbaut. Im Zuge einer Befundung vor einer Restaurierung wurden im Innenraum Wandmalereien aus der ersten Hälfte des 19. Jahrhunderts entdeckt und 2017 freigelegt und restauriert.

## Architektur
Die Wegkapelle mit einem einfachen Raum hat ein offenes einfaches Rundbogenportal, darüber eine profiliertes umlaufendes Gesims und ein Dach mit einem Dreieckgiebel. Die Portalseite zeigt die Inschrift „Gelobt sei Jesus Christus“. Die Kapelle hat eine schmiedeeiserne Umgrenzung und trägt ein gegliedertes schmiedeeisernes Kreuz.
Im Kapelleninneren ist über einer gemauerten Mensa eine Wandnische mit einer Figur. Wandmalereien wurden 2017 aufgedeckt und restauriert.